# François de Belleforest

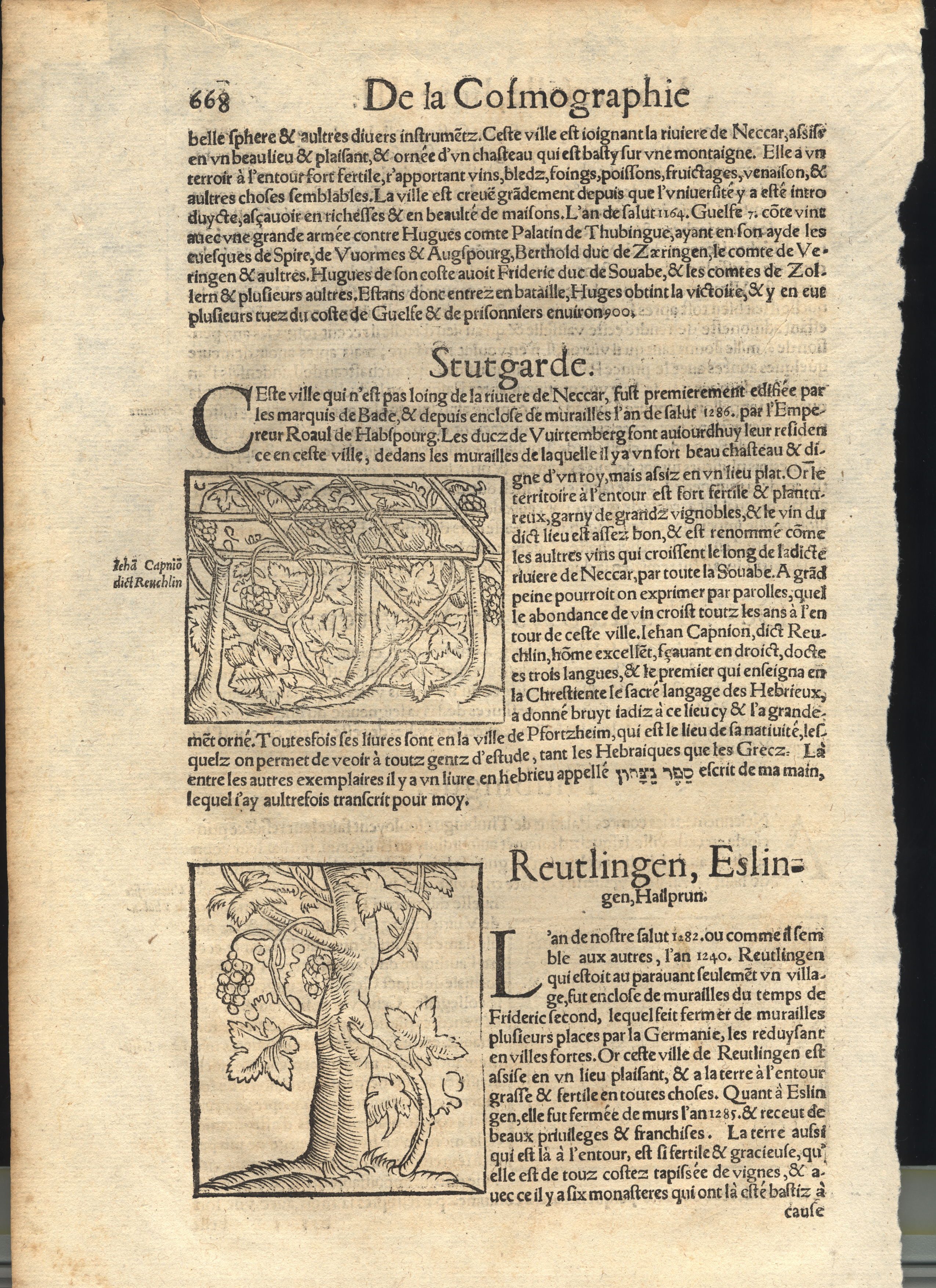
En sida ur de Belleforests översättning av Cosmographia.

François de Belleforest, född 1530 i Comminges, död 1 januari 1583 i Paris, var en fransk författare, poet och översättare under renässansen. Han föddes i en fattig familj och fadern, en soldat, dog när de Belleforest var sju år. Han tillbringade en tid vid hovet hos Margareta av Navarra, och reste till Toulouse och Bordeaux, där han mötte George Buchanan, och sedan till Paris där han kom i kontakt med medlemmar ur den unga litteraturgenerationen, däribland Pierre de Ronsard, Jean Antoine de Baïf, Jean Dorat, Remy Belleau, Antoine Du Verdier och Odet de Turnèbe. År 1568 blev de Belleforest kunglig historiograf.
de Belleforest skrev om kosmografi, moral, litteratur och historia. Han översatte verk av Matteo Bandello, Giovanni Boccaccio, Antonio de Guevara, Francesco Guicciardini, Polydore Vergil, Cyprianus, Sebastian Münster, Akilles Tatius, Cicero och Demosthenes till franska. de Belleforest skrev också den första franska pastorala romanen, La Pyrénée (eller La Pastorale amoureuse) (1571), baserad på Diana av Jorge de Montemayor. Hans Grandes Annales är ett traktat mot François Hotman. Hans totala produktion omfattar mer än 50 volymer.
Hans mest framgångsrika arbete med största sannolikhet hans översättning och anpassning av Histoires tragiques av italienaren Matteo Bandello, som bygger på det arbete som utförts av Pierre Boaistuau, och slutligen uppgick till sju volymer (1564-1582). En av dessa berättelser skulle vara en källa för Shakespeares Hamlet.